# Bobby Flavell (cầu thủ bóng đá Anh)
Robert William Flavell (7 tháng 3 năm 1956 – 11 tháng 12 năm 1995) là một cầu thủ bóng đá người Anh. Ông sinh ra ở Berwick-upon-Tweed, Northumberland. Flavell có gần 250 lần ra sân với nhiều câu lạc bộ Anh.